# Peter Közle
Peter Közle (* 18. November 1967 in Trostberg) ist ein ehemaliger deutscher Fußballspieler, Fußballexperte und heutiger Fußballtrainer. Er spielte vornehmlich als Stürmer, wurde aber auch im Mittelfeld und in der Abwehr eingesetzt.

## Karriere
Közle begann siebenjährig beim TSV Trostberg, einem Mehrspartenverein im oberbayerischen Landkreis Traunstein, mit dem Fußballspielen und wechselte 1984 für eine Saison in die Jugendabteilung des TSV 1860 Rosenheim und 1985 für eine in die Jugendabteilung des FC Bayern München. 1986 rückte er in die zweite Mannschaft auf, für die er in der Amateuroberliga Bayern zum Einsatz kam. Anschließend wechselte er zum Ligakonkurrenten TSV Ampfing, später zum belgischen Erstligisten Cercle Brügge und in der Saison 1989/90 zum Schweizer Erstligisten Young Boys Bern. Von 1990 bis 1993 spielte er für den Ligakonkurrenten Grasshoppers Zürich und kehrte dann nach Deutschland zum Bundesligisten MSV Duisburg zurück. Sein Debüt in der höchsten deutschen Spielklasse gab er am 7. August 1993 (1. Spieltag) beim 2:2 im Heimspiel gegen Bayer 04 Leverkusen. Sein erstes Bundesligator war der 1:0-Siegtreffer in der 84. Minute per Strafstoß im Auswärtsspiel bei Dynamo Dresden am 13. August 1993 (2. Spieltag). Es folgten weitere 28 Punktspiele, in denen er zwölf Tore erzielte. Nach einer weiteren Spielzeit wechselte er zum Zweitligisten VfL Bochum, für den er in 33 von 34 Punktspielen elf Tore erzielte. Dabei debütierte er am 4. August 1995 (1. Spieltag) beim torlosen Remis im Heimspiel gegen seinen ehemaligen Verein MSV Duisburg. In der Folgesaison absolvierte er mit seiner aufgestiegenen Mannschaft zwei Spielzeiten in der Bundesliga und anschließend zwei in der drittklassigen Regionalliga Nordost für den 1. FC Union Berlin. Zur Saison 2000/01 zum Zweitligisten MSV Duisburg zurückgekehrt, kam er in fünf Punktspielen und einem Spiel um den DFB-Pokal zum Einsatz.
Nach 91 Erstligaspielen (23 Tore) und 38 Zweitligaspielen (12 Tore) spielte er von 2001 bis 2011 für unterklassige Vereine in Bochum und eine Saison lang für den SV Straelen im Kreis Kleve, bevor er seine aktive Karriere beendete.

## Erfolge
- Schweizer Meister 1991 (mit Grasshoppers Zürich)
- Teilnahme am UEFA-Pokal 1997/98 (mit dem VfL Bochum; drei Spiele)
- Zweitligameister 1996 und Aufstieg in die Bundesliga 1996 (mit dem VfL Bochum)

## Weiterer Werdegang
Zur Saison 2007/08 wurde er von Sky-Vorgänger Premiere als Experte für die Berichterstattung der 2. Bundesliga verpflichtet.
Közle ist seit September 2016 verheiratet. Er hat mit seiner Frau einen Sohn und eine Tochter. Gelegentlich spielt er in der Traditionsmannschaft des VfL Bochum.

## Trivia
Peter Közle ist gelernter Verwaltungsangestellter.
Aus Zürich nach Duisburg gewechselt fühlte sich Közle so heimisch, dass er eine Fan-Kneipe in Duisburg eröffnete und plante, in Duisburg dauerhaft sesshaft zu werden. Nachdem er allerdings in der Saison 1994/95 in der Rückrunde bei einem Spiel gegen Bayer Uerdingen eine sicher geglaubte Torchance vergeben hatte, die ein anhaltendes Formtief einläutete, erhielt er Morddrohungen von enttäuschten Duisburger Fans, sodass er den Verein in der Folge um die Auflösung seines Vertrags bat.